# Ambatozavavy
Ambatozavavy è un villaggio di pescatori che sorge sulla costa sud-orientale dell'isola di Nosy Be, in Madagascar.
Il villaggio è circondato da una fitta rete di mangrovie che durante la bassa marea si trasforma in un sistema di acquitrini.

Gli abitanti, in massima parte di etnia sakalava, vivono principalmente di pesca e di agricoltura. Le colture principali sono il caffè e l'ylang-ylang. I fiori di quest'ultimo vengono trasformati in una piccola distilleria che sorge nei pressi del villaggio, ricavandone una essenza profumata molto richiesta dall'industria cosmetica.
Da Ambatozavavy è possibile raggiungere, a bordo delle tradizionali piroghe sakalava, il villaggio di Ampasipohy, porta d'ingresso della riserva di Lokobe.

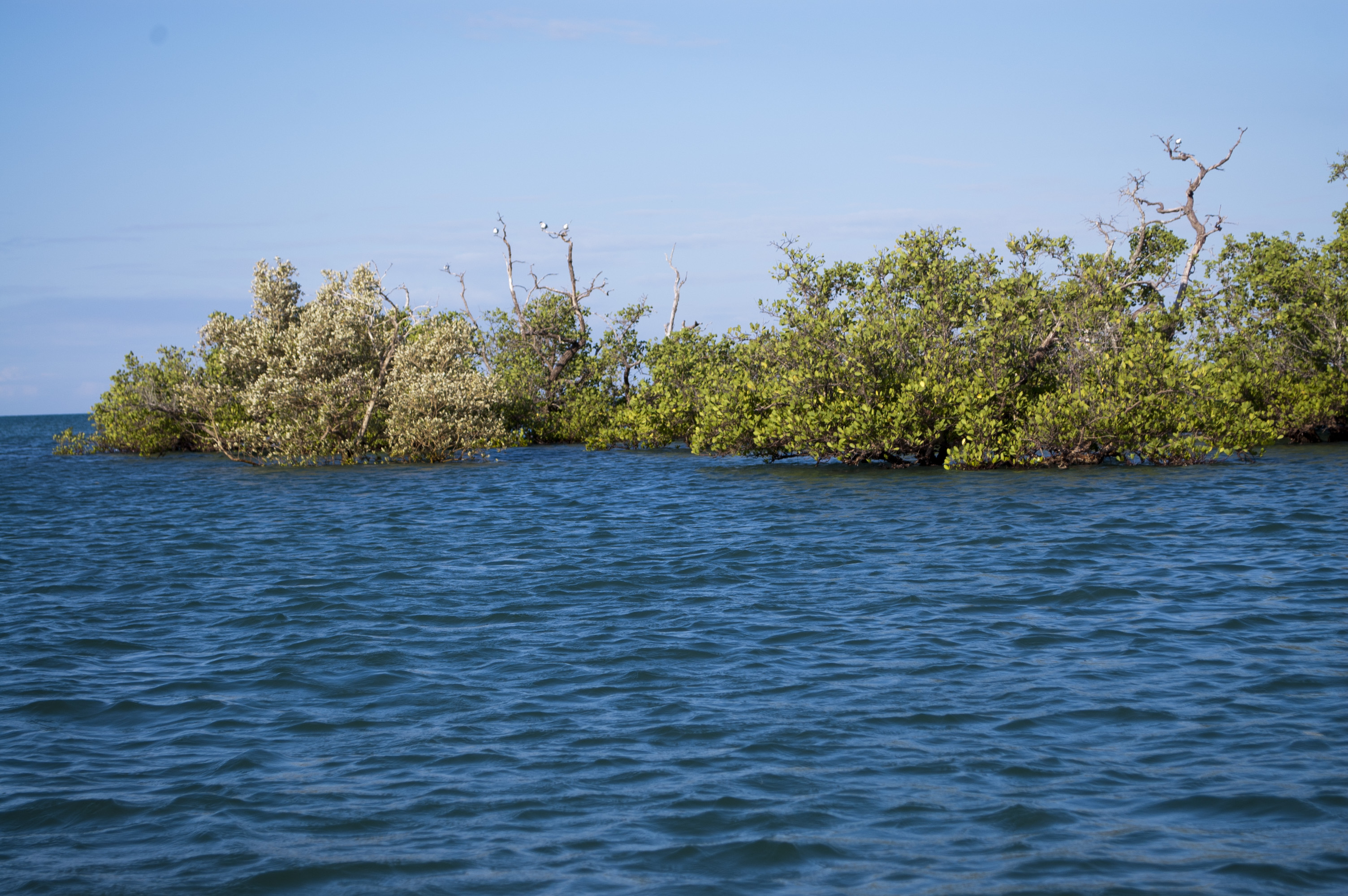
Mangrovie durante alta marea
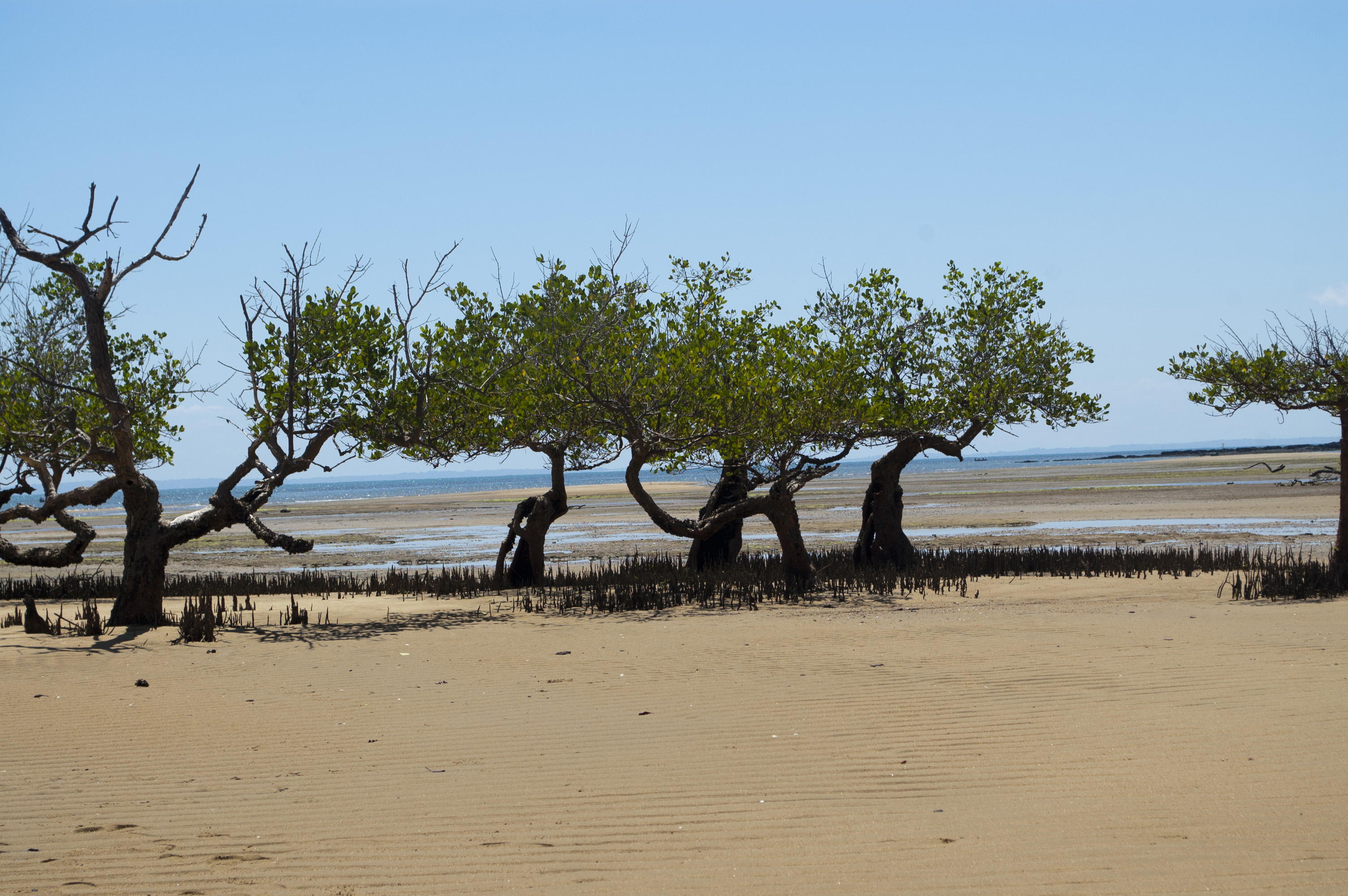
Mangrovie durante bassa marea
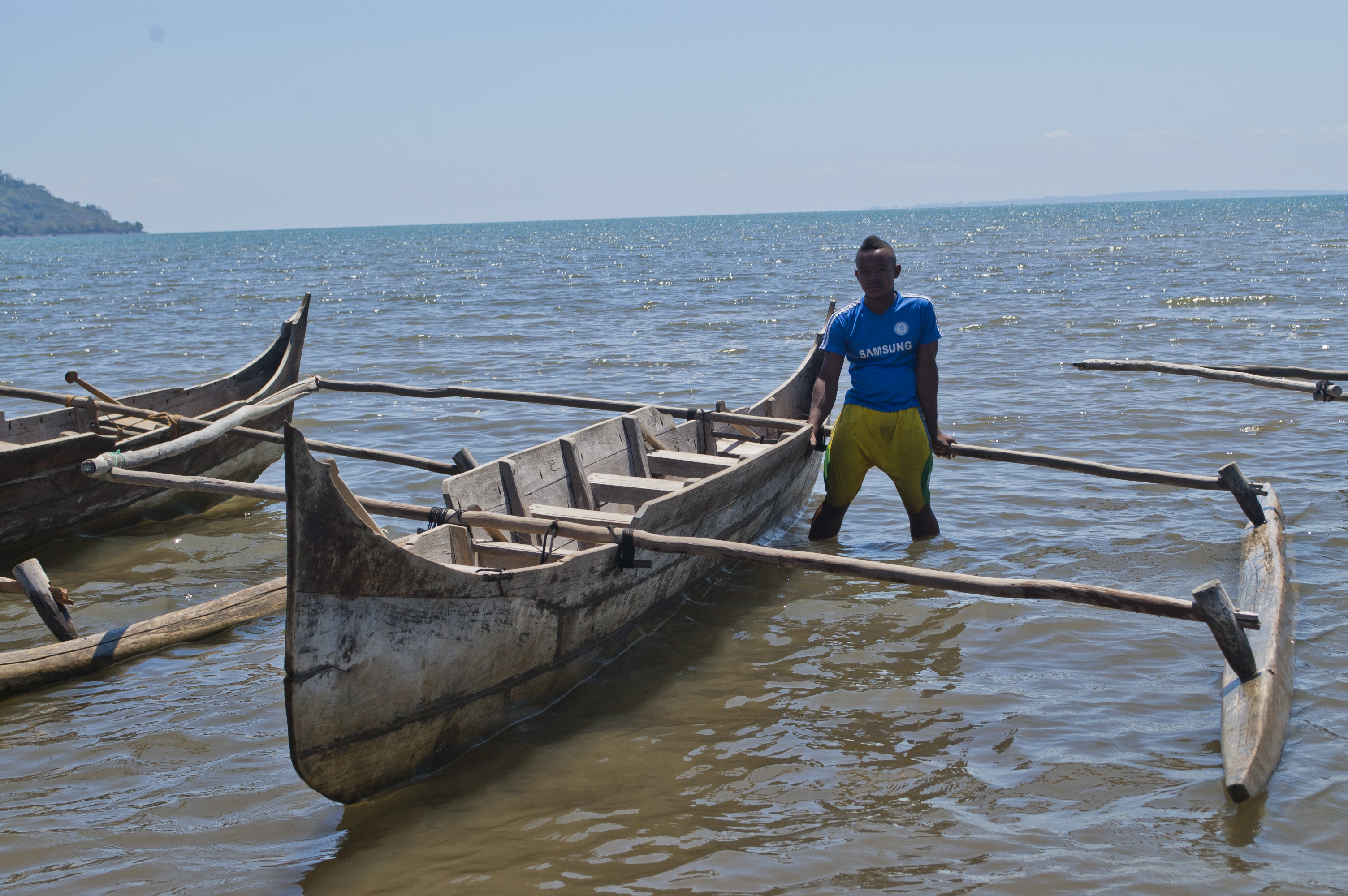
Piroga sakalava